# اتزیو منگلو
اتزیو منگلو (انگلیسی: Ezio Meneghello; ۱۳ نوامبر ۱۹۱۹ – ۱۱ اکتبر ۱۹۸۷) بازیکن فوتبال اهل ایتالیا بود.
از باشگاه‌هایی که در آن بازی کرده‌است می‌توان به باشگاه فوتبال پادوا، باشگاه فوتبال هلاس ورونا، باشگاه فوتبال اینتر میلان، و باشگاه فوتبال لچه اشاره کرد.